# Norman Steenrod
Norman Earl Steenrod (22 de abril de 1910 – 14 de octubre de 1971) fue un destacado matemático estadounidense conocido por sus contribuciones en el campo de la topología algebraica.

## Biografía
Nació en Dayton, Ohio y fue alumno de Universidad de Miami y de la Universidad de Míchigan, donde obtuvo su grado de licenciatura en 1932. Después de obtener una maestría en la Universidad de Harvard en 1934, se inscribió en la Universidad de Princeton. Ahí terminó su doctorado bajo la dirección de Solomon Lefschetz, con una tesis titulada Universal homology groups (Grupos de homología universales). Después estuvo afiliado a la Universidad de Chicago de 1939 a 1942 y a la Universidad de Míchigan de 1942 a 1947. En 1947 volvió a la Universidad de Princeton, y permaneció ahí como parte del cuerpo de profesores durante el resto de su carrera. Murió en Princeton.

## Obra
Gracias a Lefschetz y sus colaboradores, al principio de la década de 1940 se había entendido la estructura de producto (cup product) de la cohomología. Steenrod pudo definir operaciones entre grupos de cohomología (los cuadrados de Steenrod) que generalizaban la estructura de producto usual. Esta estructura adicional resultó en una invariante más fina. Las operaciones de cohomología de Steenrod forman un álgebra no conmutativa bajo la composición que se conoce como álgebra de Steenrod.
Su libro The topology of fibre bundles (La topología de los haces fibrados) es una referencia estándar. En colaboración con Samuel Eilenberg, fundó el punto de vista axiomático a la teoría de homología. Ver Axiomas de Eilenberg–Steenrod.

## Publicaciones
- Steenrod, N. E. (1962),  Epstein, D. B. A., ed., Cohomology operations, Annals of Mathematics Studies 50, Princeton University Press, ISBN 978-0-691-07924-0, MR 0145525.[3]